# Netotsjka Nezvanova
Njetotsjka Nezwanowa (Russisch: Неточка Незванова) is de derde  roman van de Russische schrijver Fjodor Dostojevski uit 1849. Het verhaal wordt verteld door de hoofdpersoon zelf, maar deze roman is nooit afgemaakt. Waarschijnlijk kwam de deportatie van de schrijver naar Siberië tussenbeide.

## Inhoud
Njetotsjka Nezwanowa vertelt het verhaal van haar leven dat in haar herinneringen pas begint als ze negen jaar is. Ze beschrijft het overlijden van haar moeder en haar drankverslaafde stiefvader Jefimow binnen twee dagen na elkaar. Deze Jegor Jefimow is een getalenteerd violist, die zijn leven verprutst heeft en volledig op de zak van Njetotsjka's moeder leeft. Na de dood van haar ouders wordt ze opgenomen door een Prins en zijn vrouw, nadat ze voor zijn deur was flauwgevallen.
Ze sluit vriendschap met Katja, de dochter des huizes. Hun relatie krijgt op den duur hysterische trekken en voordat de relatie uit de hand loopt, vertrekt de familie van Sint-Petersburg naar Moskou. Het jongste kind, zoontje Sasja, is daar ernstig ziek geworden. Op tweejarige leeftijd is hij al eens uit de rivier gered door de huisbuldog Falstaff.
De moeder van Katja heeft een zes jaar oudere dochter uit een eerder huwelijk, Alexandra Michailowna. Njetotsjka wordt bij haar en haar man in Sint-Petersburg opgenomen. Het echtpaar heeft twee kleine kindjes, maar het weesmeisje hoopt dat ze in haar nieuwe huis in Michailowna een moeder, dochter en een vriendin vindt. Ook deze relatie ontwikkelt zich stormachtig en de twee jonge vrouwen kunnen steeds minder zonder elkaar. De echtgenoot Pjotr Alexandrowitsj ziet de relatie met cynische ogen aan.
Op een dag vindt Njetotsjka in een boek in de bibliotheek een oude compromitterende brief aan Michailowna. De brief gaat steeds meer in het hoofd van het weesmeisje spoken totdat op een kwade dag Pjotr haar met de brief betrapt. 
Laatstgenoemde denkt na vluchtige lezing dat Njetotsjka een minnaar heeft. Er komt een dramatische driehoekconfrontatie tot stand tussen de beide echtelieden en Njetotsjka, met als inzet de waarheid over de brief. De lezer weet inmiddels meer dan de beide echtgenoten. Pjotr wil het weeskind buiten zijn deur zetten. Maar op het hoogtepunt van het conflict is de roman afgelopen. De lezer kan slechts speculeren over de verdere voortgang.